# Gliese 317
Gliese 317 (GJ 317 / LHS 2037) és un estel de magnitud aparent +12 situat a 29,9 anys llum en la constel·lació de Brúixola. A data de 2007 es coneix l'existència de dos exoplanetes orbitant al voltant d'aquest estel.
Gliese 317 és una nana vermella de tipus espectral M3.5V, amb una massa de 0,24 masses solars i una lluminositat equivalent a l'1% de la solar. Pel seu color B-V, Gliese 317 és sorprenentment tènue, trobant-se aproximadament 1,8 magnituds per sota de la seqüència principal. La seva ubicació en el diagrama de Hertzsprung-Russell suggereix que pot ser un estel subnan molt pobre en metalls. No obstant això, diversos estudis suggereixen que GJ 317 té una metal·licitat similar a la solar ([Fe/H] = −0,23 ± 0,2) un valor molt més alt que l'esperat per la seva posició en el diagrama H-R. Possibles errors en la paral·laxi o en la mesura de la magnitud poden ser els responsables de la discrepància.

## Sistema planetari
Gliese 317 b és un planeta jovià que gira entorn de l'estel a una distància mitjana de 0,95 ua —lleugerament inferior a la separació entra la Terra i el Sol— en una òrbita moderadament excèntrica, que fa que aquesta distància varie entre 0,77 i 1,13 ua. Amb una massa mínima 1,2 vegades la massa de Júpiter, el seu període orbital és de 1,9 anys.
La presència d'un segon planeta, Gliese 317 c, canvià els paràmetres orbitals del primer planeta. Confirmada la seua existència, Gliese 317 c té una massa de 0,83 vegades la massa de Júpiter amb un període orbital de 7,4 anys.
| Nom          | Nom          | Massa     | Semieix major | Excentricitat | Període orbital | Descobriment |
| ------------ | ------------ | --------- | ------------- | ------------- | --------------- | ------------ |
| Gliese 317 b | Gliese 317 b | > 1,2 MJ  | 0,95 ua       | 0,193 ± 0,06  | 692.9 ± 4 dies  | 2007         |
| Gliese 317 c | Gliese 317 c | > 0,83 MJ | ?             | 0,42          | 2700 dies       | 2007         |